# Umbellula pellucida
Umbellula pellucida är en korallart som beskrevs av Kükenthal 1902. Umbellula pellucida ingår i släktet Umbellula och familjen Umbellulidae.
Artens utbredningsområde är Indiska oceanen. Inga underarter finns listade i Catalogue of Life.